# Hyeonjun Jo
Hyeonjun Jo (* 9. Mai 1994 in Bucheon) ist ein südkoreanischer Pianist.

## Biografie
Jo erhielt den ersten Klavierunterricht im Alter von fünf Jahren. Darauffolgend studierte er Klavier und Kammermusik bei Håkon Austbø in Oslo, Andreas Groethuysen sowie als Student des Mozarteums bei Cordelia Höfer-Teutsch in Salzburg und zugleich Orgel bei Elisabeth Ullmann in Salzburg. Mit 17 Jahren wurde er der jüngste Preisträger der Internationalen Sommerakademie des Mozarteums. Bereits im Alter von 18 Jahren spielte Hyeonjun Jo das Gesamtklavierwerk von Olivier Messiaen. 2012 reportierte er mit David Eggert in einem Duo-Recital Werke von Kodaly und Messiaen. Im Jahr 2013 nahm er dessen Klavierzyklus Catalogue d´Oiseaux (1956-58) sowie das Klavierstück La Fauvette des Jardins (1970) auf.
2016 gewann Hyeonjun Jo den Richard-Strauss-Wettbewerb in München im Fach Klavier. Beim Richard-Strauss-Festival in Garmisch-Partenkirchen stellte er sich mit Werken von Beethoven, Mendelssohn Bartholdy und der Singer-Klavier-Bearbeitung von Richard Strauss Till Eulenspiegels lustige Streiche op. 28 vor. Im selben Jahr spielte er mit Thomas Timm bei einer Verdienstmedaillenvergabe für Hans-Ulrich Sauer. 2018 errang er die zweite Platzierung bei dem 13. internationalen Klavierwettbewerb von Orléans.

## Auszeichnungen
- 2016: Erster Platz beim Richard-Strauss-Wettbewerb[8]
- 2018: Zweiter Platz beim 13. internationalen Klavierwettbewerb von Orléans[11]
- Interpretationspreis „André Chevillion-Yvonne Bonnaud“[11]
- Kompositionspreis „André Chevillion-Yvonne Bonnaud“[11]
- Alberto Ginastera Sonderpreis[11]
- Ysang Yun Sonderpreis[11]
- École Normale de Musique de Paris – Alfred Cortot[11]